# Witch Hunter (manhwa)
Witch Hunter (위치헌터?, Wichi heonteoLR) è un manhwa di genere fantasy e d'avventura creato da Cho Jung-Man. La versione italiana è a cura della J-Pop. Dal 2013, tuttavia, J-pop ha annunciato che, per il momento, non proseguirà la pubblicazione in Italia, in quanto ci sono stati diversi problemi con l'autore, non ci sono state altre notizie riguardo a una possibile ripresa della pubblicazione da allora.    

## Trama
In un'Inghilterra a metà tra il moderno e il fantastico, all'epoca dei cavalieri della tavola rotonda, le streghe hanno dichiarato guerra agli uomini, devastando villaggi e città con le loro potenti magie aiutate da mostri denominati "Supporters". Gli uomini dal canto loro non si danno per vinti, un'organizzazione denominata Witch Hunter si occupa di cercare e sconfiggere le streghe. I Witch Hunters (o WH) sono uomini dagli straordinari poteri che fanno uso di magie e potenti armi per combattere le streghe, Tasha Godspell con il suo fidato Halloween è un WH di classe A, la sua abilità gli ha fatto guadagnare l'appellativo di "Magic Marksman", ma lui pur essendo un WH non riesce ad odiare completamente le streghe, forse perché la sua adorata sorella e la sua defunta maestra sono proprio due di loro.

## Personaggi
Tasha Godspell. Il protagonista; WH di classe A determinato verso il suo scopo, i soldi per lui sono una delle cose più importanti, per questo frode ed estorsione fanno parte di lui, è accompagnato da un "supporter" di nome Halloween, una bambola con la testa di zucca.
Xing Bairong. Compagno di Tasha anche lui WH di classe A, playboy solo di donne formose, odia fare coppia con degli uomini, stranamente Tasha escluso. Colleziona occhiali da sole neri e ne ha sempre un paio di riserva con sé.
Aria Godspell. Sorella di Tasha, attualmente è una strega che la magia ha fatto andare fuori controllo, cambiandole personalità: ha ucciso suo padre, la maestra di Tasha e gli abitanti del villaggio e ora non se la sente più di tornare indietro.
Tarras Doberg. WH di classe A compagno di Tasha, scontroso e troppo orgoglioso delle sue capacità, ha un brutto carattere e per questo nessuno desidera fare coppia con lui, nonostante le sue eccezionali capacità.
Halloween. La sostenitrice di Tasha, a cui è molto legata. Inizialmente una bambola a forma di zucca, in seguito alla rottura di uno dei suoi due ciondoli diventa una ragazza, che sembra essere addirittura una discendente di re Artù.
Merlino. Il celeberrimo mago Merlino. Ha le sembianza di una giovane ragazza anche se in realtà ha più di 500 anni. Conosce l'ubicazione dei castelli delle 4 grandi streghe e delle 4 sedi di Witch Hunter. È alla ricerca di Halloween, la prossima regina di Camelot.

## Volumi
| Numero            | Capitoli | Data Italiana     |
| ----------------- | --- | ----------------- |
| Witch Hunter n°01 | - 1. La strega segreta - 2. Help - 3. Caccia alla strega - 4. L'ombra di un abisso | 4 aprile 2008     |
| Witc h Huntern°02 | - 5. Il filo rosso - 6. Il pugno a velocità divina - 7. La seconda strega - 8. La supporter spirituale                                                                                              | 9 luglio 2008     |
| Witch Hunter n°03 | - 9. La stazione - 10. La prova - 11. Il giardino segreto - 12. Liberare l'incantesimo | 13 settembre 2008 |
| Witch Hunter n°04 | - 13. Il potere e la velocità - 14. La borsa yin yang - 15. Time over - 16. Contratto di distruzione                                                                                                | 4 dicembre 2008   |
| Witch Hunter n°05 | - 17. La strega fantasma - 18. Il sole, la luna e la stella - 19. L'assassinio - 20. Diventare re                                                                                                   | 7 luglio 2009     |
| Witch Hunter n°06 | - 21. La spedizione - 22. La chiave - 23. La classe bianca - 24. Il ragionamento umano | 5 settembre 2009  |
| Witch Hunter n°07 | - 25. L'abisso - 26. Abilità in combattimento - 27. Il traditore - 28. Un nuovo incontro - 29. Ciò che era ignoto - 30. Le rose infinite - 31. Il canto del destino                                 | 15 dicembre 2009  |
| Witch Hunter n°08 | - 32. Let it snow - 33. Una sola richiesta - 34. Magie affini - 35. Le otto cime di Ares - 36. Sorella - 37. I Cavalieri della Tavola Rotonda - 38. L'incursione delle streghe                      | 20 gennaio 2010   |
| Witch Hunter n°09 | - 39. Una questione di classe - 40. Una questione di forza - 41. Alimentazione magica - 42. Una persona cara - 43. La memoria incatenata - 44. La scelta - 45. L'uomo primigenio - 46. Tania Doberg | 25 agosto 2010    |
| Witch Hunter n°10 | - 47. Una falsa verità - 48. Superiorità assoluta - 49. Il ritorno - 50. La richiesta di Myrrdin - 51. La fine del patto - 52. Il re passato e futuro                                               | ottobre 2010      |
| Witch Hunter n°11 | - 53. Il Pugno dell'Imperator Furioso - 54. Ingratitudine - 55. La strega che comandò sui Witch Hunter - 56. Il volto nascosto di Bi Seol - 57. Il paladino della terra - 58. Fratricidio           | 2011              |
| Witch Hunter n°12 | - 59. Sospensione - 60. Impostore! - 61. Fiore di neve - 62. Due anni di felicità - 63. Il confronto - 64. La caduta - 65. Xing Bairong - 1 - 66. Xing Bairong - 2                                  | 2012              |